# El setè cel (pel·lícula)
El setè cel (títol original en anglès 7th Heaven o Seventh Heaven) és un drama romàntic del cinema mut dirigit per Frank Borzage i protagonitzat per Janet Gaynor i Charles Farrell. La pel·lícula està basada en l'obra de 1922 Seventh Heaven d'Austin Fort que va ser adaptada per la pantalla gran per Benjamin Glazer. El setè cel va ser inicialment fet com una pel·lícula muda estàndard el maig de 1927. El 10 de setembre de 1927, la corporació Fox Film va re-llançar la pel·lícula amb la sincronització amb Movietone d'una banda sonora amb música i efectes sonors. Els intertítols han estat traduïts al català.
Des de la seva publicació, El setè cel va ser un èxit a nivell de crítica cinematogràfica i comercial que va ajudar a establir la corporació Fox Film com un estudi important. Va ser la primera de tres pel·lícules a ser nominada a l'Oscar a la millor pel·lícula (llavors anomenat "Pel·lícula excepcional") a la primera edició dels Oscars que va tenir lloc el 16 de maig de 1929. Janet Gaynor va guanyar el primer Oscar com a millor actriu pel seu paper en la pel·lícula (també va guanyar per la seva actuació al 1927 per Sunrise: A Song of Two Humans i el 1928 per Street Angel). Borzage també va guanyar el primer Oscar per la millor direcció i el guionista Benjamin Glazer va guanyar l'Oscar al millor guió (adaptat).
El 1995, 7th Heaven va ser seleccionat per ser preservat en el Registre de Cinema Nacional dels EUA per la Biblioteca del Congrés per ser "culturalment, històricament o estèticament significatiu".

## Repartiment
- Janet Gaynor com a Diane
- Charles Farrell com a  Chico
- Ben Bard com a Coronel Brissac
- Albert Gran com a Boul
- David Butler com a Gobin
- Marie Mosquini com a Madame Gobin
- Gladys Brockwell com a Nana
- Émile Chautard com a pare Chevillon
- Jessie Haslett com a tieta Valentine
- Brandon Hurst com a oncle George
- George E. Stone com a Sewer Rat
- Lillian West com a Arlette

## Notes de producció

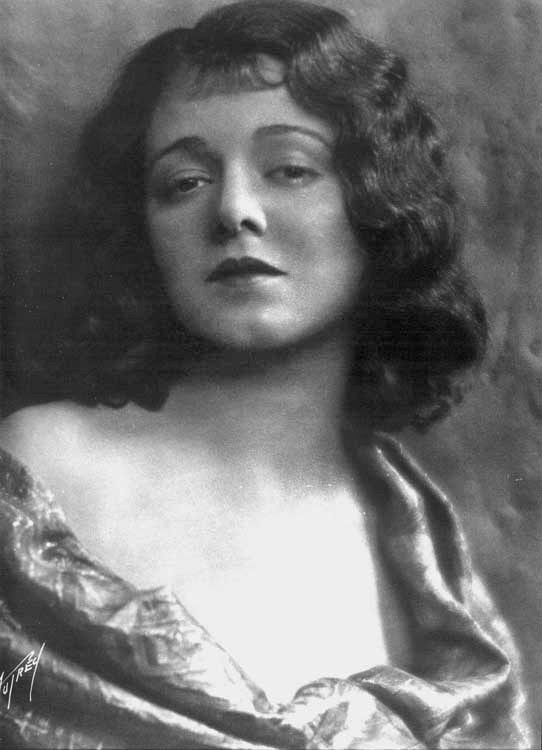
Janet Gaynor el 1927